# رفع الأثقال في ألعاب التضامن الإسلامي 2005
رفع الأثقال في ألعاب التضامن الإسلامي 2005 أقيمت في قاعة أمانة المدينة، المدينة المنورة خلال الفترة من 13 أبريل 2005 وحتى 17 أبريل 2005.

## الميداليات

### الإجمالي
| الحدث    | الذهبية                             | الفضية                           | البرونزية                      |
| -------- | ----------------------------------- | -------------------------------- | ------------------------------ |
| 56 كجم   | Abdullatif Al-Abdullatif · السعودية | محمد عبد المنعم علي · العراق     | Mohd Faizal Baharom · ماليزيا  |
| 62 كجم   | Ali Al-Dhilab · السعودية            | أوموربيك بسارباييف · تركمانستان  | Salim Abdullah · العراق        |
| 69 كجم   | عبد المحسن الباقر · السعودية        | Mohd Hidayat Hamidon · ماليزيا   | قالب:بيانات بلد كجمZ           |
| 77 كجم   | Harem Taha · العراق                 | Hussain Al-Abdullatif · السعودية | Maksudjan Rejepow · تركمانستان |
| 85 كجم   | قالب:بيانات بلد كجمZ                | Natig Hasanov · أذربيجان         | Abdullah Iskandarani · سوريا   |
| 94 كجم   | Mohammed Jassim · العراق            | رمزي المحروس · السعودية          | Alibay Samadov · أذربيجان      |
| 105 كجم  | عهد جغيلي · سوريا                   | Khudair Sobhi · العراق           | Nizami Pashayev · أذربيجان     |
| +105 كجم | Haidar Dakhil · العراق              | Ammar Yosr · العراق              | Awad Al-Aboudi · الأردن        |

### سناتش
| الحدث    | الذهبية                         | الفضية                              | البرونزية                            |
| -------- | ------------------------------- | ----------------------------------- | ------------------------------------ |
| 56 كجم   | محمد عبد المنعم علي · العراق    | Abdullatif Al-Abdullatif · السعودية | Mohd Faizal Baharom · ماليزيا        |
| 62 كجم   | أوموربيك بسارباييف · تركمانستان | Ali Al-Dhilab · السعودية            | Tolkunbek Hudaýbergenow · تركمانستان |
| 69 كجم   | عبد المحسن الباقر · السعودية    | قالب:بيانات بلد كجمZ                | جعفر الباقر · السعودية               |
| 77 كجم   | Harem Taha · العراق             | Hussain Al-Abdullatif · السعودية    | Maksudjan Rejepow · تركمانستان       |
| 85 كجم   | Natig Hasanov · أذربيجان        | قالب:بيانات بلد كجمZ                | Abdullah Iskandarani · سوريا         |
| 94 كجم   | Mohammed Jassim · العراق        | رمزي المحروس · السعودية             | Alibay Samadov · أذربيجان            |
| 105 كجم  | Nizami Pashayev · أذربيجان      | Khudair Sobhi · العراق              | عهد جغيلي · سوريا                    |
| +105 كجم | Haidar Dakhil · العراق          | Ammar Yosr · العراق                 | Awad Al-Aboudi · الأردن              |

### نتر
| الحدث    | الذهبية                             | الفضية                         | البرونزية                        |
| -------- | ----------------------------------- | ------------------------------ | -------------------------------- |
| 56 كجم   | Abdullatif Al-Abdullatif · السعودية | Mohd Faizal Baharom · ماليزيا  | محمد عبد المنعم علي · العراق     |
| 62 كجم   | Ali Al-Dhilab · السعودية            | Salim Abdullah · العراق        | أوموربيك بسارباييف · تركمانستان  |
| 69 كجم   | عبد المحسن الباقر · السعودية        | Mohd Hidayat Hamidon · ماليزيا | قالب:بيانات بلد كجمZ             |
| 77 كجم   | Harem Taha · العراق                 | Sarmad Mohammed · العراق       | Hussain Al-Abdullatif · السعودية |
| 85 كجم   | قالب:بيانات بلد كجمZ                | Natig Hasanov · أذربيجان       | Abdullah Iskandarani · سوريا     |
| 94 كجم   | رمزي المحروس · السعودية             | Mohammed Jassim · العراق       | Hamza Abu-Ghalia · ليبيا         |
| 105 كجم  | عهد جغيلي · سوريا                   | Khudair Sobhi · العراق         | Nizami Pashayev · أذربيجان       |
| +105 كجم | Haidar Dakhil · العراق              | نجم الرضوان · السعودية         | Ammar Yosr · العراق              |

## جدول الميداليات
*   البلد المضيف (مضيف)
| المرتبة | فريق         | ذهبية | فضية | برونزية | المجموع |
| ------- | ------------ | ----- | ---- | ------- | ------- |
| 1       | العراق (IRQ) | 9     | 9    | 3       | 21      |
| 2       | KSA          | 8     | 7    | 2       | 17      |
| 3       | AZE          | 2     | 2    | 4       | 8       |
| 4       | KGZ          | 2     | 2    | 2       | 6       |
| 5       | SYR          | 2     | 0    | 4       | 6       |
| 6       | TKM          | 1     | 1    | 4       | 6       |
| 7       | MAS          | 0     | 3    | 2       | 5       |
| 8       | JOR          | 0     | 0    | 2       | 2       |
| 9       | ليبيا (LBA)  | 0     | 0    | 1       | 1       |
| المجموع | المجموع      | 24    | 24   | 24      | 72      |